# John F. MacArthur

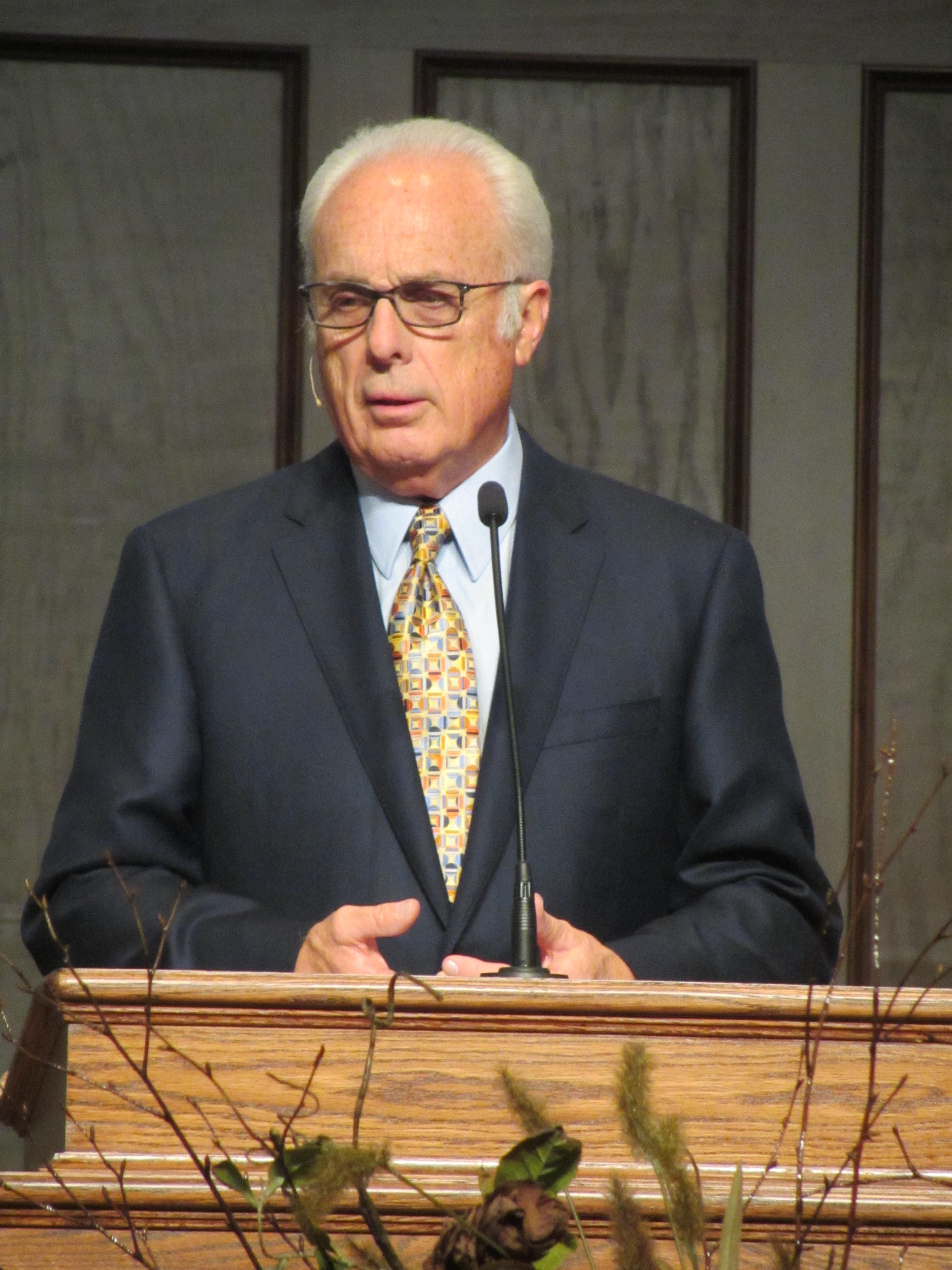
John F. MacArthur

John Fullerton MacArthur Jr. (Los Angeles, 19 juni 1939 – Santa Clarita (Californië), 14 juli 2025) was een Amerikaanse predikant en auteur. 

## Leven
Vanaf 1969 diende MacArthus als predikant de Grace Community Church in Sun Valley, Californië. Tijdens zijn arbeid in deze gemeente groeide de gemeente uit vanaf enkele tientallen leden tot boven de drieduizend. Aan de gemeente verbond MacArthur een college (hbo-opleiding) met de naam The Master’s College. Later kwam er ook een theologische hogeschool: The Master’s Seminary.
John F. MacArthur schreef meer dan 150 boeken, voor een groot deel uitleg van de Bijbel. Zowel binnen als buiten de Verenigde Staten was MacArthur bekend om zijn radioprogramma Grace to You. 
Tijdens de coronapandemie in september 2020 negeerde MacArthur een verbod van de rechter om met niet meer dan honderd mensen een kerkdienst te organiseren. Een maand eerder had hij tijdens een kerkelijke bijeenkomst gesteld dat "elke ware gelovige" president Donald Trump moest steunen bij de naderende presidentsverkiezingen.
MacArthur overleed op 14 juli 2025 op 86-jarige leeftijd.
Hij was familie van generaal Douglas MacArthur, opperbevelhebber van de Amerikaanse strijdkrachten in het Verre Oosten tijdens de Tweede Wereldoorlog.

## Theologie
MacArthur heeft in zijn theologie een ontwikkeling doorgemaakt. Mede door het lezen van boeken van de puriteinen werd hij een overtuigde aanhanger van de calvinistische genadeleer, namelijk 'dat het geloof een genadegift van God is, in het hart gewerkt door de Heilige Geest'. Door zijn invloed is er een toenemend aantal evangelicals met een calvinistische inslag. Behalve MacArthur hebben hierbij ook andere theologen als James Packer en John Piper een rol gespeeld.
Zeer invloedrijk is ook een Bijbel die hij uitgaf met kanttekeningen van zijn hand: de MacArthur Study Bible. In zijn boek The Love of God gaat hij in op de aard van Gods liefde. Deze komt niet in mindering op Gods heiligheid en toorn vanwege de zonde. Toch heeft God ook ongelovigen lief. aldus MacArthur in zijn boek.
MacArthur waarschuwt voor 'te veel aandacht voor werk van Heilige Geest'. Zo uitte hij scherpe kritiek geuit op de charismatische beweging. Veel charismatische voorgangers focussen meer op een bijeenkomst die 'vol is van de Geest', dan op een gezonde, christocentrische theologie. Charismatischen zouden op een "onacceptabele manier” God aanbidden, en wel op een manier die blasfemisch zou zijn voor de Heilige Geest. MacArthur krijgt ook kritiek te verduren, met name dat hij zich zo ongenuanceerd keerde tegen de charismatische beweging.
- Bibsys: 90775717
- Biblioteca Nacional de España: XX1009974
- Bibliothèque nationale de France: cb13187444t (data)
- CiNii: DA09474354
- Gemeinsame Normdatei: 121430650
- International Standard Name Identifier: 0000 0001 0868 1232
- Library of Congress Control Number: n78012247
- Nationale Bibliotheek van Letland: 000031176
- MusicBrainz: 7d315b49-3641-41ff-812c-9b61a5844db1
- Bibliotheek van het Japanse parlement: 00448317
- Nationale Bibliotheek van Tsjechië: uk2011668605
- Nationale Bibliotheek van Israël: 987007264853705171
- Nederlandse Thesaurus van Auteursnamen: 073232882
- SNAC: w6r94kr5
- Virtual International Authority File: 8242308
- WorldCat: E39PBJkD9QYm3VGwMqPKYdr8YP